# گربرسهاوزن
گربرسهاوزن (به آلمانی: Gerbershausen) یک شهر در آلمان است که در آیشسفلد واقع شده‌است. گربرسهاوزن ۶۷۹ نفر جمعیت دارد.